# لگلن (شهرستان قره‌سو)
لگلن (به لاتین: Laglan) یک منطقهٔ مسکونی در قرقیزستان است که در شهرستان قره‌سو (قرقیزستان) واقع شده‌است. لگلن ۱٬۰۶۹ نفر جمعیت دارد.